# Achaea leucopera
Achaea leucopera là một loài bướm đêm thuộc họ Erebidae. Nó được tìm thấy ở Châu Phi, bao gồm Cameroon.